# Mchitar Goš
Mchitar Goš (arm. Մխիթար Գոշ) (asi 1130, Gjandža – 1213, Goš) byl arménský duchovní, církevní hodnostář, teolog, spisovatel, bajkař, básník a právník.
Založil klášter Nor Getik, přejmenovaný později na jeho počest Gošavank, kde působil a je i pohřben.
Je autorem právní knihy Datastanagirk (v české odborné literatuře označována též ruským názvem Suděbnik). Tato právní kniha byla používaná nejen v samotné Arménii, ale i arménskou diasporou v zahraničí (například v Polsku král Zikmund I. v roce 1519 potvrdil latinský překlad Suděbniku jako oficiální předpis pro rozhodování ve věcech, jejichž účastníky byli Arméni).
Je po něm pojmenována Medaile Mchitara Goše, jedno ze státních vyznamenání Arménské republiky.